# Фотомолекулярная печать
Фотомолекулярная печать — метод печати на стекле и зеркале, при котором связь красителя и запечатываемой поверхностью осуществляется на молекулярном уровне.

## Технология
Полимер под высокой температурой непосредственно наносится на стекло, без применения испаряющихся веществ. С помощью блока термоэлементов органические красители с высокой точностью транспортируются в полимер. При высоких температурах молекулы красителя надежно фиксируются внутри полимера.
Высокая стойкость изображения к внешним воздействиям достигается высокими температурами термопереноса и особенностью химического взаимодействия красителей с полимером.
При фотомолекулярной печати изображения имеет реалистические, насыщенные цвета плавные тональные переходы с максимально высокой линиатурой растра и более точной приводкой красок на оттиске. Глубина цвета достигается большим количеством красящих частиц в единице объёма.
Фотомолекулярная печать на стекле обладает:
- повышенной ударопрочностью;
- высокой стойкостью к низким и высоким температурам (от −40 до +100);
- высоко устойчивостью в агрессивных средах;
- диэлектрическими и теплоизоляционными свойствами;
- водоотталкивающими свойствами;
- экологической чистотой красителя на водной основе (изделие не имеет запаха, можно использовать на кухне, в детской, делать печать на посуде и т. д.).

Готовое стекло с фотомолекулярной печатью:
- Возможна оклейка плёнкой безопасности, приклеивание пятаков для столешниц, креплений для зеркал и т. д. без риска подрыва красящего слоя.
- Возможно использование глиттеров (декоративные блестки) и перламутров, что не возможно в других технологиях полноцветной печати;
- Возможна печать как растровых, так и векторных изображений;
- Поддаётся механической обработке (сверление, обработка кромки, порезка, полировка и т. д.);

Спектр применения печати на стекле довольно широк:
- Фасады;
- шкафы-купе;
- спальни;
- прихожие;
- межкомнатные двери;
- витрины;
- стеклопакеты;
- кухни — стеновые панели, фасады;
- вывески;
- фото;
- реклама;
- и т. д.

## Виды фотомолекулярной печати
1. Фотомолекулярная печать под гладким стеклом
Под стекло наноситься полимер с впечатываемым в него под высокой температурой, изображением, за счёт этого лицевая сторона изделия это гладкое стекло. Данный вид печати очень практичный .
2. Фотомолекулярная печать под матовым стеклом
Изображение впечатывается под матовое стекло, что не даёт бликов и рисунок виден под любым углом . За счёт матовой поверхности цвета приобретают шелковистые, мягкие тона.
3. Фотомолекулярная печать на гладком стекле с эффектом мазка
Полимер с изображением впечатывается на стекло а сверху наносится эффект художественного мазка. Создаётся эффект написанной маслом картины.
4. Фотомолекулярная печать на гладком стекле с эффектом мазка и эффектом объёма
Принцип печати заключается в том, что рисунок печатается на стекло и сверху наносится эффект художественного мазка, но именно белый цвет, который даёт контраст краскам, нанесён на тыльную сторону стекла. Он виден через толщу стекла и за счёт этого создаётся эффект объёма. В итоге напечатанные фото смотрятся более реалистично.
5. Фотомолекулярная печать на зеркале с эффектом мазка и эффектом объёма
Изображение печатается на зеркале а сверху наносится эффект художественного мазка . Неповторимый Эффект объёма создаётся за счёт зеркальной поверхности. При определённом освещении создаётся эффект свечения изображения.
6. Фотомолекулярная печать двухсторонняя полупрозрачная на стекле.
Изображение печатается без подложек поэтому получается полупрозрачное стекло и рисунок виден с двух сторон.
7. Фотомолекулярная печать под стеклом пастельных тонов.
В красители добавляются оттенки белого, поэтому все тона красок